# Carlos Martel de Anjou
Carlos Martel de Anjou (em italiano Carlo Martello d'Angiò; Nápoles, 8 de setembro de 1271 – Nápoles, 19 de agosto de 1295) foi um membro da casa de Anjou, descendente do rei Luís VIII de França, e rei titular da Hungria.

## Vida
Era o filho primogênito do rei Carlos II de Nápoles e de sua esposa Maria da Hungria, rainha de Nápoles, filha do rei Estêvão V da Hungria.
Após de seu tio Ladislau IV da Hungria, Maria reivindicou o trono da Hungria. Ela foi coroada por um legado papal em Nápoles, em 1291, mas transferiu seus direitos a Carlos. Enquanto isso, na Hungria, o arcebispo de Esztergom promoveu a candidatura do primo-irmão do falecido rei, André, o último herdeiro varão da dinastia de Árpád, que se elegeu como André III da Hungria. Assim, ele nunca conseguiu governar aquele reino, embora tenha conseguido ser reconhecido em partes da Croácia, um reino então unido sob união pessoal com a Hungria.
Carlos morreu aos 24 anos, em Nápoles, durante a vida de seus pais. Seu filho, Carlos Roberto, lhe sucederia como rei da Hungria após a morte de André III.

## Família
Casou-se, em janeiro de 1281, em Viena, com Clemência de Habsburgo, filha do imperador Rodolfo I do Sacro Império, com quem teve três filhos:
- Carlos I da Hungria (1288-1342)
- Clemência da Hungria (1293-1328), casada com Luís X de França
- Beatriz da Hungria (1290-1354), casada com João II, Delfim do Viennois